# Piedra de Sørup
La piedra de Sørup (en danés Sørup-stenen) es una piedra rúnica localizada en Sørup, cerca de Svendborg, en el sur de Fionia en Dinamarca. La piedra tiene un texto de runas relativamente largo y muy discutida, que ha sido considerada como un cifrado no resuelto o como nonsense puro, pero también se ha propuesto que está escrito en el idioma vasco.

## Historia e inscripción
No se sabe la edad exacta de la piedra de Sørup, pero se suele datarle en 1050–1250. La piedra es de granito y su altura es aproximadamente de 2,14 metros, su ancho de 75 centímetros y su espesor de 22 centímetros. La primera mención en fuentes escritas data del año 1589. En 1816 se trasladó a Copenhague, donde inicialmente fue puesto cerca de Rundetårn, pero más tarde, en 1867, se trasladó al Museo Nacional. Hoy en día no está en ninguna exposición, sino en el depósito del museo.

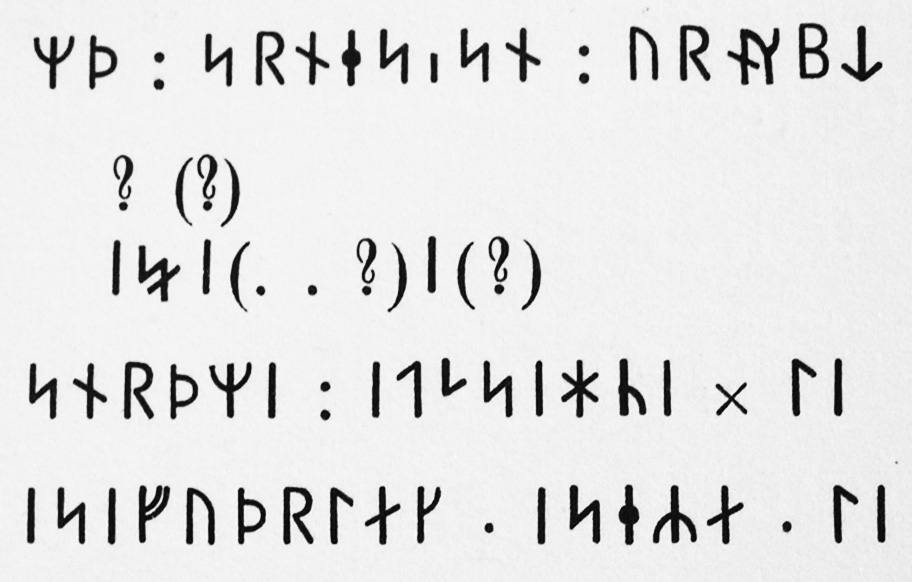
Las runas de la piedra de Sørup presentadas en De danske runemindesmærker. Observa las dos ligaduras; la tercera de la derecha en la primera línea y la segunda de la izquierda en la línea media. Los signos de interrogación representan partes dañadas.

La piedra de Sørup está decorada con una cruz y una figura de un animal (posiblemente un león) en la parte delantera, y tiene un texto con unas 50 runas divididas entre dos líneas delante y una en uno de los lados. Unas de las runas no pertenecen al futhark joven y por eso son difíciles interpretar. Además hay dos ligaduras y no se sabe seguramente en cuál orden se debe leerlas. Dado que partes de la piedra están dañadas, la lectura se hace aún más complicada. Transliterada se puede reproducir el texto como:
Lado A: m- : srnes-sn : urn=u=kb(h) | -a=si | s(n)rþmi : itcsih(k)i : li
Lado B: isifuþrlak : iseya : li

## Interpretación no lexical
Se suele describir la inscripción de la piedra de Sørup como no lexical, es decir un texto sin contenido semántico. El runologista Ludvig Wimmer eligió no transliterar los signos de la piedra de Sørup en su obra De danske runemindesmærker. En lugar sólo reprodujo la inscripción como parecía. Esto indica que Wimmer no opinaba que el “texto” faltaba significación. Bæksted se imaginó que el texto podía ser escrito de “un escultor hábil (a juzgar por el ornamento: sueco) pero iliterario que no quería perder el pedido de un igual de iliterario amante del arte en Fionia sobre un monumento con una inscripción”. El base de datos Danske Runeindskrifter dice que la piedra de Sørup “con su mestizaje de signos legibles y dudosos” da “la impresión de ser una inscripción nonsense o una imitación de una inscripción”.
La distribución equilibrada de consonantes y vocales ha sido utilizado como argumento en contra de la interpretación disparate. El grupo consonántico más grande de la inscripción es s(n)rþm. Si un analfabeto hubiera tallado 50 runas por pura casualidad, probablemente sería más acumulación de vocales y consonantes juntos que la piedra de Sørup muestra.

## Hipótesis de cifrado
Se ha propuesto que la inscripción de Sørup es cifrado, pero los intentos de descifrarla (por ejemplo mediante sustituir cada signo con la próxima runa del alfabeto rúnico) no han dado resultados razonables. Otra hipótesis es que el texto es tan abreviado que no es posible recrearlo.

## Interpretación nórdica y latina
El runologista Fr. Orluf leyó la inscripción como un texto latín muy abreviado y con introducción en danés antiguo. Empezó en lado B, donde tradujo isifuþrlak : iseRa con *Isifas Þorlak i *Sera “Þorlak de *Isifa en *Sera”. El segmento isifu entonces sería la forma genitiva del nombre *Isifa, mientras *Sera sería una forma antigua del topónimo Sørup. Orluf interpretó los segmentos li, que se encuentra en el fin de dos de las líneas, como abreviaturas de libera nos 'nos salve'. Tanto las partes daneses como las partes latinas de esta interpretación han sido rechazados de otros runologistas.
El lingüista Rasmus Rask consideró que se podría percibir el nombre femenino danés Signe en el fin del lado A, sih(k)i, pero que el resto de la inscripción era corrompida. Wimmer cuestionó si se pudo leer alguna palabra en el segmento, pero consideró que más probable fuera el verbo signe “bendecir” que un nombre.

## Interpretación vasca
El catedrático emérito Stig Eliasson ha propuesto que el texto podría estar escrito en vasco. A diferencia de una docena de otras lenguas europeas con que ha comparado, la estructura del vascuence mostró muchas semejanzas con el texto de la piedra de Sørup. En la tabla por abajo la lectura de Eliasson está presentada.
| Fragmento                    | mþ  | • | s             |               | r                | nes         | .s                 |                      | n               | : | urn   | u               | k   | b(h)…   | is                 | a     | …            | \| | snrþmi           | : | itcsihķi | × | li            | isifuþrl | a    | k           | • | iseya                 | • | li            |
| Función o significación      | af. |   | pret. 3 pers. | no pres. ind. | prefijo de caus. | raíz verbal | marcador de dativo | 3 pers. sing. dativo | sufijo de pret. |   | runa  | sufijo proximal | pl. | nombre? | sufijo patronímico | det.? | sufijo erg.? |    | esposo + nombre? |   | apellido |   | sufijo dativo | nombre?  | det. | sufijo erg. |   | tía o *Izeba (nombre) |   | sufijo dativo |
| Equivalente de euskera batua | ba  |   | z             | e             | ra               | -           | ts                 | o                    | n               |   | errun | o               | k   | -       | iz?                | a?    | k?           |    | senar -          |   | Etxehegi |   | ri            | - -      | a    | k           |   | izeba                 |   | ri            |

Con este análisis, el texto significaría que alguien (cuyo nombre no es legible; b(h)…isa…) hizo/talló/grabó (mþ•srnes.sn) estas runas (urnuk) a su esposo que se apellidaba Etxehegi (snrþmi : itcsihķi×li). Después viene una elipsis en el lado de la piedra rúnica, donde alguien (isifuþrlak) hizo lo mismo a su tía o alguien que tenía el nombre Izeba (iseya•li). La interpretación corresponde con la gramática y el vocabulario del euskera, y también con el contenido semántico de otras inscripciones conmemorativas de la época vikinga. Las inscripciones conmemorativas son un género típico de textos rúnicos, donde alguien (en este caso b(h)…isa… e isifuþrlak) hizo algo (runas) en honor o a la memoria de alguien (el esposo Etxehegi y la tía o Izeba). Si la teoría es correcta, significaría que el texto más antiguo en euskera se halla en Dinamarca y que es siglos más viejo que el primer libro que fue imprimido en vasco en el año 1545.
En contextos de divulgación científica la interpretación ha resultado en traducciones como “Basa hizo estas runas a su marido Etxehegi, y Isifus a su tía Izeba”. Partes de esas traducciones, por ejemplo los nombres *Basa y *Isifus, faltan apoyo en la propuesta de interpretación. Tampoco la parte de “tía Izeba” tiene apoyo en el texto rúnico, porque iseya se interprete como o tía o un nombre, no como los dos.

### Contactos históricos entre Escandinavia y Euskal Herria
Una lectura vasca de la piedra de Sørup supone que vascohablantes visitaron Fionia durante la Edad Media. No hay pruebas históricas ni arqueológicas por esto, pero en un apéndice de su segundo artículo sobre la piedra de Sørup, Eliasson presenta ejemplos de contactos antiguos entre Europa del Norte y del Sur. Por ejemplo se menciona el hallazgo de 24 monedas dírham españolas-omeyas del año 1000 en la isla de Heligholmen cerca de Gotland. También menciona cuando García Íñiguez de Pamplona fue apresado por los vikingos en 861. Según el periodista norteamericano Mark Kurlansky marineros vascos llegaron a las Islas Feroe ya el año 875.

### Reparos
La lectura ha recibido una respuesta mixta. Aparte de las dificultades que Eliasson también menciona (por ejemplo la ausencia de un verbo con la raíz *nes), no hay reparos en contra del análisis morfológico. Hallberg comprueba que “metódicamente, uno no puede mostrar que un texto sea disparate, sin intentar de agotar las posibilidades de otras lecturas”. Sin embargo, mucha gente rechaza la lectura vasca con razones lenguaje externas. Por ejemplo, Quak escribe que “aunque Eliasson da un fundamento exacto y detallado por su tesis, ya se tiene dificultades con la suposición de un idioma extranjero muy distante en una inscripción rúnica danesa". En el base de datos Danske Runeindskrifter se describe la interpretación como “bastante especulativa” “debido a criterios de razonabilidad objectiva y la falta de material comparativo”. También Marco Bianchi, doctorado en lenguas nórdicas, cuestiona ”la probabilidad de la suposición que una inscripción vasca parecería en Fionia”. En lugar Bianchi sostiene que la inscripción de la piedra de Sørup probablemente no es lexical. Con eso la piedra es un ejemplo de la fascinación que la gente tenía por escritura en una sociedad donde la mayoría eran analfabetos.

### Literatura
- Bianchi, Marco (2010). Runor som resurs: Vikingatida skriftkultur i Uppland och Södermanland (Runrön. Runologiska bidrag utgivna av Institutionen för nordiska språk vid Uppsala universitet, 20.) Uppsala: Institutionen för nordiska språk, Uppsala universitet.
- Bianchi, Marco (2011). Runinskrifter som inte betyder någonting. Sprogmuseet, 2011-05-12 (leído 2012-08-19).
- Bæksted, Anders (1952). Målruner og troldruner. Runemagiske studier. (Nationalmuseets Skrifter, Arkæologisk-historisk Række, 4.) København: Gyldendalske Boghandel/Nordisk Forlag.
- Danske Runeindskrifter Archivado el 27 de noviembre de 2018 en Wayback Machine., Base de datos en la red, donde también se encuentra fotos de la piedra de Sørup..
- Eliasson, Stig (2007). 'The letters make no sense at all ...': Språklig struktur i en 'obegriplig' dansk runinskrift? En: Lennart Elmevik (ed.), Nya perspektiv inom nordisk språkhistoria. Föredrag hållna vid ett symposium i Uppsala 20–22 januari 2006, pp. 45–80. (Acta Academiae Regiae Gustavi Adolphi 97.) Uppsala: Kungl. Gustav Adolfs Akademien för svensk folkkultur.
- Eliasson, Stig (2010). Chance resemblances or true correspondences? On identifying the language of an ‘unintelligible’ Scandinavian runic inscription. En: Lars Johanson & Martine Robbeets (eds.), Transeurasian verbal morphology in a comparative perspective: Genealogy, contact, chance, pp. 43–79. (Turcologica 78.) Wiesbaden: Harrassowitz Verlag. (La mayor parte del artículo está disponible en Google Bücher.)
- Hellberg, Staffan (2007). "Nya perspektiv inom nordisk språkhistoria. Föredrag hållna vid ett symposium i Uppsala 20–22 januari 2006, red. av Lennart Elmevik. (Acta Academiae Regiae Gustavi Adolphi 97.) 208 s. Uppsala 2007. ISSN 0065-0897 ISBN 91-85352-69-1." Språk & stil: Tidskrift för svensk språkforskning 17,  pp. 224–227.
- Jacobsen, Lis & Moltke, Erik (1941–1942). Danmarks runeindskrifter. København: Ejnar Munkgaards Forlag.
- Kurlansky, Mark (2000). La historia vasca del mundo. Barcelona: Del Bronce.
- Quak, Arend (2009). "Nya perspektiv inom nordisk språkhistoria. Föredrag hållna vid ett symposium i Uppsala 20–22 januari 2006. Utgivna av Lennart Elmevik. (Acta Academiae Regiae Gustavi Adolphi XCVII.) -Kungl. Gustav Adolfs Akademien, Uppsala 2007. 208 S. ISBN 91-85352-69-1." Amsterdamer Beiträge zur älteren Germanistik 65, pp. 309–310. (La reseña está disponible en Google Bücher.)
- Wimmer, Ludvig (1898–1901). De danske runemindesmærker: Runstenene i Jylland og på øerne. København: Gyldendal.

- Datos: Q4992047
- Multimedia: Sørupstenen / Q4992047